# 花陰
『花陰 -堕ちた蜜華-』（はなかげ おちたみつばな）は、2009年10月23日に、Vivid Colorより発売されたボーイズラブ系アダルトゲーム。遊郭シリーズ第一弾である『花町物語』に続く、遊郭シリーズ第二弾。今作ではサブキャラクターとして一部の前作キャラクターが登場するものの、『花町物語』の続編ではない。

## 登場人物

### メインキャラクター
桐島 伊織（きりしま いおり）
声：大石けいぞう
この物語の主人公。無愛想で客に媚びない新人陰間。優美だがキリっとした目元、形のよい唇の美青年。身長168cm。
真っ直ぐな心を持ち、利発で負けん気の強い性格。どんなに堕ちても誇りだけは失いたくないと、毅然とした態度を取る。
北辰一刀流の元門下生で、家は裕福な士族だったが父の代で多額の借金を抱えてしまう。
家宝の脇差を売り、窮地を脱そうとするもその時には既に紛失しており、責任を感じた父は自殺。伊織の父の従弟にあたる桐島冬吾が借金の肩代わりを申し出たが、伊織が冬吾のものになることが条件だと言われ、憤慨した伊織は母親と自分の誇りを守る為、陰間になる道を選ぶ。
本来は明るい性格だが「華菱」に来てからは心を閉ざし笑うことは無い。
いつも庇ってくれるお職の朱璃に対しては、お節介だと思う反面、有難く思っている。
獅子尾 豪（ししお ごう）
声：犬野忠輔
荒くれ集団を力で束ねる獅子尾一家の若頭。頑強な体躯、凶暴な目つき、豪快に笑う大きい口の男前。身長185cm。
次期親分の襲名を控えており、父親の本妻とその息子に跡目を狙われているが譲る気はない。
任侠を重んじる正統派の極道。刺青が好きで、背中には菊龍の刺青がある。
激しやすく強暴だが、一本気で好き嫌いがはっきりしている。
新しいもの・欧米化に走る世の中が気に入らず、頭のいい腹違いの弟へのコンプレックスか、インテリが嫌い。
情に厚く、本気で惚れた相手にはとことんのめりこむ。
男は力で勝負すべきという考えなので陰間を毛嫌いしているが、色の道はふたつと、叔父に無理矢理「華菱」へ連れて行かれ、伊織と出会う。
一之瀬 聖（いちのせ ひじり）
声：堀畑靖
陰間茶屋「華菱」楼主・東條巽の学生時代からの友人で「華菱」の主代行。品のよい目鼻立ちで、自信にあふれたキリッとしたハンサム。身長181cm。
高圧的でプライドが高く自己中心的。杓子定規で融通が利かない。妙に正義感の強いところがあり、どこか天然で憎めない性格。
伊織と同じ北辰一刀流で、剣の腕も立つ。
将来を期待された官僚だったが、上層部の陰謀で地位を失う。事情を知った巽から「華菱」の経営を手伝わないかと持ち掛けられ、官僚も出入りする花町にいれば上層部の陰謀を暴けるかもしれないと、思い切って申し出を受ける。
最初は陰間を軽蔑していたが、気丈な伊織に出会い、見方が変わり始める。
ヒュー・グレン
声：平井達矢
アメリカ本国では小説家で、日本の大学では英米文学の講師をしている。少し垂れ気味の薄茶の瞳、キザで悪ぶった感じの二枚目。身長188cm。
日本の怪談に興味があり、それを調べるために日本語を勉強中。
おちゃらけた所もあって、陽気で屈託がなく人受けがいい。気ままで、いわゆる常識には囚われない自由な気質。他人に関心が薄く、物事にあまりこだわらない。
男の色気が漂うプレイボーイで、恋愛対象も男女問わず受け入れる。相手に困ることがなかったので、本気で好きになった相手はまだいない。
金髪の男娼の噂を聞いて華菱を訪れるが、朱璃が接客中だった為、場繋ぎの席で伊織と出会う。
桐島 冬吾（きりしま とうご）
声：先割れスプーン
桐島家の分家筋の長男（伊織は本家筋）で伊織の父親の従弟。敏腕実業家。品はいいが唇が薄く、冷酷な印象を与えがちだが切れ長の目が魅力的なキツめの美形。血縁関係にある為、伊織とどことなく面差が似ている。身長182cm。
冷徹な印象の敏腕実業家で、人を信用せず、金や物にのみ価値を見出す物質主義者。自分が嫌われ者だと自覚している為、卑劣な行為に走りやすく、伊織を手に入れる為なら手段を選ばない危険性を孕んでいる。
分家と本家の間には軋轢があり、本家筋の者達を憎み怨んでいる。この軋轢が、彼の性格を屈折させた原因の一つになっている。
美しいものが好きで執着心が強くやや偏執狂的だが、甘党で酒が苦手な一面も。
屈折した愛情の持ち主で、歪んだ形でしか表せない。本心では伊織の事を誰よりも何よりも愛しく大切に思っているが、その愛も歪んでいる。普段は冷静沈着だが、伊織の事となれば感情を露わにする。

### サブキャラクター
朱璃（しゅり）
声 - 緑川光
前シリーズ「花町物語」の主人公。今作では、花町で有名な金髪のお職。身長170cm。
長くしなやかな金髪と美しい容姿だが、愛嬌があり馴染みの客も多い。優しい笑みをたたえながらも、芯の強さも併せ持っている。
東條 巽（とうじょう たつみ）
声 - 森川智之
花町で有名な陰間茶屋「華菱」の楼主。前シリーズ「花町物語」でも華菱の楼主として登場。身長180cm。
感情を昂ぶらせることは滅多になく、冷静で利己的。伊織や朱璃への加虐的行為を躊躇いもなく行えるほど、冷徹な部分を持っている。
最近、貿易にも手を伸ばしており、華菱の経営を信頼できる友人（一之瀬聖）に手伝ってもらっている。
蒼（あおい）
声 - 朝田孝
陰間茶屋「華菱」の新人陰間。伊織より1歳年下で、ほぼ同時期に華菱へ入った。身長160cm。
自分と同じくらい人気がある伊織に何かとつっかかってきて意地悪ばかりする。（客に対して媚びず、毅然とした態度が腹立たしい）
長瀬 和臣（ながせ かずおみ）
声 - 助清
帝国大学法文学部に通う学生。身長177cm。
昔、伊織と恋仲で関係があった。行方がわからなくなっていた伊織の姿を花町で見つけ華菱に通うが…。
獅子尾 烈（ししお れつ）
声 - 藍斗勇輝
獅子尾豪の腹違いの弟。身長178cm。
獅子尾組の跡目を狙い、豪を蹴落とそうと企む。自分が優位に立つために伊織を利用し、跡目争いに巻き込む。

## スタッフ
- シナリオ：十掛ありい
- 原画・CG：タカツキノボル

## 関連商品

### 小説
- 花陰〜炎情歌〜 （幻冬舎コミックス 2010年11月30日発売  十掛ありい／著  タカツキノボル／イラスト）ISBN 4344820959

### ドラマCD
- 花陰-堕ちた蜜華- 予約特典ドラマCD～秋酔の戯れ～
- 花陰－堕ちた蜜華－ ドラマCD 陽炎（）
- 花陰－堕ちた蜜華－ ドラマCD 宵月（）

### 書籍
- 花陰－堕ちた蜜華－ 設定集（VividColor / 設定集）